# Televisione comunitaria
La televisione comunitaria, o anche di carattere comunitario, definisce una categoria di emittenti televisive in Italia, in contrapposizione alla televisione commerciale.

## Storia
Introdotta nel 1990 dalla legge Mammì, la disciplina è contenuta nella legge 27 ottobre 1993 n. 422. Vennero poi definite dalla delibera dell'Autorità garante delle comunicazioni n. 78/1998 che ha ad oggetto la regolamentazione del rilascio delle concessioni per la radiodiffusione televisiva privata su frequenze terrestri (articolo 1, comma 1, lettera f). Tale definizione è stata poi ripresa dall'articolo 2, comma 1, lettera n) del testo unico della radiotelevisione del 2005.
La formula di televisioni non commerciali, ma legate a realtà di tipo diverso come i partiti è ripresa a partire dal 2007. Proprio lo schieramento politico a cui fa riferimento il polo maggioritario delle televisioni commerciali ha iniziato con la TV della Libertà esperienza durata un anno, che trasmetteva sul satellitare ed anche ripetuta in analogico da una serie di TV locali. Il Partito Democratico ha poi creato YouDem che ricalca, persino nel nome, l'esperienza di YouTube ma che è trasmessa anche in satellitare.

## Descrizione
Il termine "comunitario" identifica solamente il nome di una categoria di emittenti radiotelevisive al fine esclusivo di distinguerle da quelle "commerciali". Esso non ha alcun legame stretto con la finalità comunitaria (intesa come servizio della comunità) o ai comuni (inteso come servizio della/alla municipalità comunale) così come il termine "commerciale" non ha alcun legame stretto con la finalità commerciale. I termini "comunitario" e "commerciale" identificano infatti solo una serie di caratteristiche tipiche. Come le emittenti della televisione commerciale così anche le emittenti comunitarie possono trasmettere spot pubblicitari, film o realizzare trasmissioni autoprodotte e eteroprodotte ma ognuno con i limiti e le caratteristiche proprie come imposte dalla forma/caratteristica della concessione ministeriale autorizzata.
Le emittenti comunitarie sono: generalmente operanti in ambito locale; costituite da associazioni riconosciute o non riconosciute, fondazioni o cooperative senza scopo di lucro; che trasmettono programmi originali autoprodotti a carattere culturale, etnico, politico e religioso per almeno il 50 per cento dell'orario di trasmissione giornaliero compreso tra le ore 7 e le ore 21; che non trasmettono più del 5 per cento di pubblicità per ogni ora di diffusione (ossia 3 minuti in un'ora). Le emittenti comunitarie, a differenza dalle commerciali, non hanno obbligo di avere dipendenti, non hanno obbligo di realizzare e/o diffondere TG e/o programmi informativi.

## Caratteristiche

### La gestione  a fini di lucro
Secondo l'art. 16 della legge Mammì i gestori dei servizi radiotelevisivi, sia nazionali che locali potevano gestire il servizio o sotto forma di società lucrative, oppure in modalità comunitaria in assenza di fine di lucro. La legge 422/1993, introduce novità in materia: precedentemente vi sono stati casi di ricorsi al TAR del Lazio per il riconoscimento anche per le TV.
La possibilità per le organizzazioni non lucrative di trasmettere programmi televisivi era stata pensata in un ambito di pluralismo culturale, ma la vivacità che ha caratterizzato il mondo radiofonico non si è potuta replicare in campo televisivo perché la soglia minima di investimenti tecnici era più elevata. Tra l'altro anche le provvidenze pubbliche sono state più larghe in campo radiofonico che in quello televisivo, anche questo fatto ha portato all'affermazione delle televisioni commerciali.
Per quello che riguarda le  TV locali la diffusione  ha avuto una diffusione maggiore nelle aree in cui sono state meno presenti le TV commerciali.

### I limiti alla pubblicità
Alle televisioni comunitarie non è precluso trasmettere pubblicità, ma i limiti sono molto più stringenti: il 5% cioè 3 minuti ogni ora di trasmissione.

## Dati
Secondo i dati  del 1998 le televisioni comunitarie erano oltre 250, ma il loro peso effettivo nel panorama televisivo italiano, era di gran lunga inferiore. Da allora si è assistito alla chiusura di molte di quelle esperienze, con qualche caso di passaggio alla web TV.

## Nel mondo
Negli Stati Uniti e nei paesi del Nord Europa si sono diffuse le  TV comunitarie ad accesso pubblico (Open Channels), emittenti televisive no-profit con finalità sociali e culturali.
In Venezuela vi è stato un particolare fiorire di TV comunitarie. La brusca chiusura, da parte del  governo di una di esse TV catia ha portato a disordini gravi.